# Geboortekerk

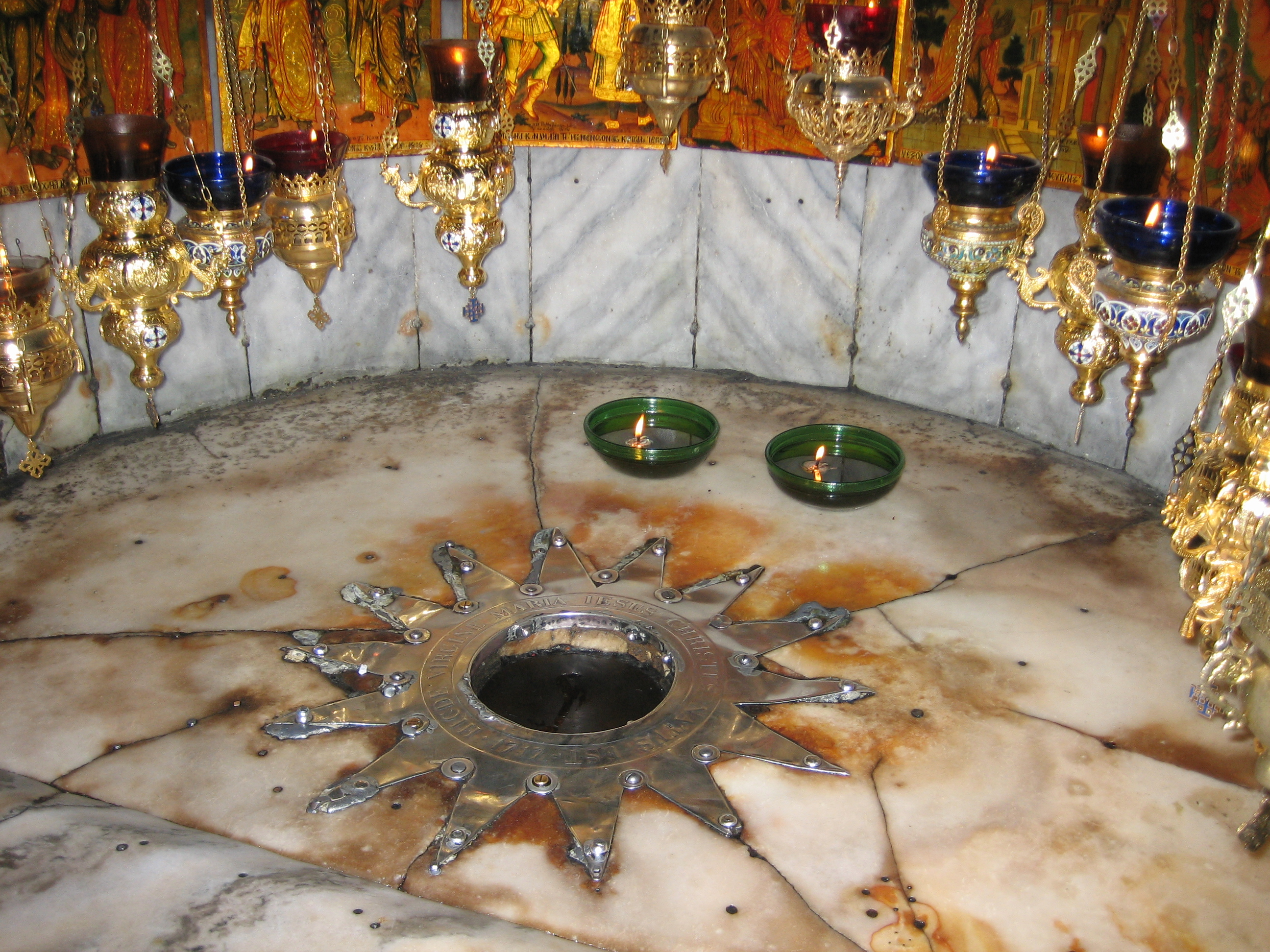
De ster onder het altaar die als geboorteplaats van Jezus wordt aangemerkt

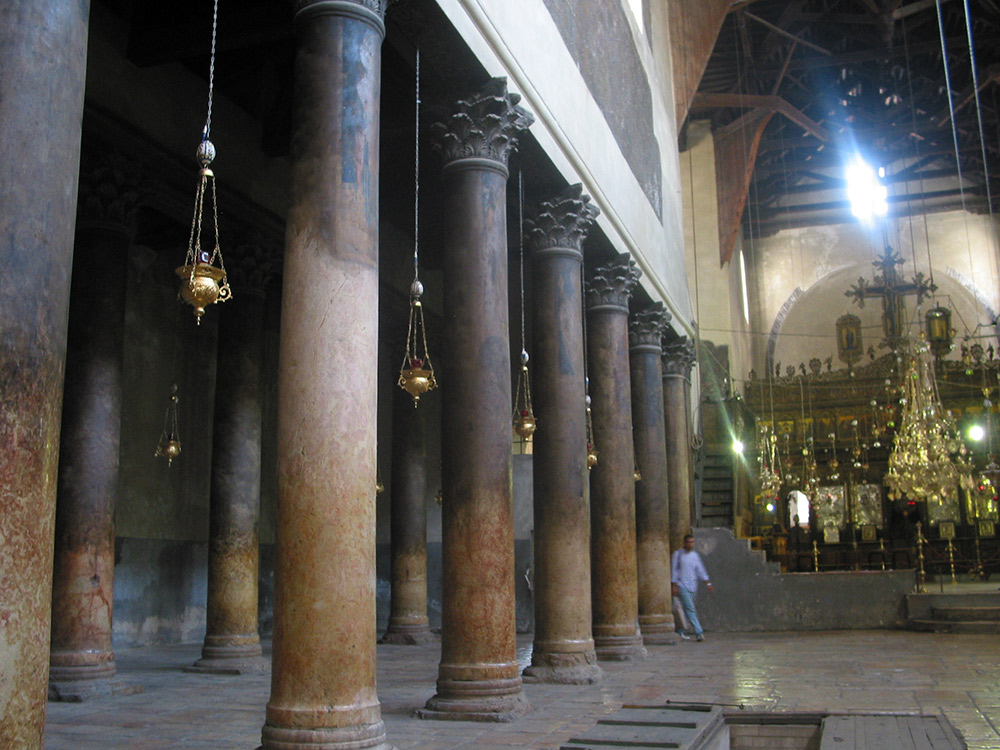
Het interieur van de kerk

De Geboortekerk (Arabisch: كنيسة المهد, Hebreeuws: כנסיית המולד, Grieks: Βασιλικὴ τῆς Γεννήσεως, Armeens: Սուրբ Ծննդյան տաճար) is een kerkgebouw in Bethlehem op de Westelijke Jordaanoever. De kerk is gebouwd op de plaats waar de Joodse Jezus geboren zou zijn. De kerk heeft een oppervlakte van ongeveer 12.000 m2.
In een ondergrondse grot bevindt zich de plaats waar Jezus geboren zou zijn. De exacte plek wordt aangegeven door een zilveren veertienpuntige ster. Hierboven staat een altaar naar Armeens Apostolisch ontwerp.
Omdat de Katholieke Kerk gebruikmaakt van de gregoriaanse kalender en de Grieks-Orthodoxe en de Armeens-Apostolische Kerk de juliaanse kalender gebruiken, wordt er tweemaal een kerstavond gevierd waarbij een groot aantal gelovigen bij elkaar komt op het Kribbeplein voor de kerk.
In juni 2012 werd de Geboortekerk, samen met de Pelgrimsroute van Bethlehem, door UNESCO tot werelderfgoed verklaard.

## Geschiedenis
Reeds in de tweede eeuw was in Bethlehem een plek bekend waar Jezus geboren zou zijn. Keizer Hadrianus liet op die plek in 135 een heiligdom ter ere van Adonis bouwen, om daarmee de Jezusverering tegen te gaan.
Na het Eerste Concilie van Nicea (325) gaf Constantijn de Grote, samen met zijn moeder Helena, opdracht om een kerk te bouwen op de plek waar Jezus geboren was. Deze kerk was klaar in 334. De kerk ging echter in vlammen op tijdens een Samaritaanse opstand in 529.
In 565 gaf keizer Justinianus I opdracht tot het bouwen van het huidige kerkgebouw.
De kruisvaarders breidden de kerk uit in de 12e eeuw. Zij werden hierin gesteund door de Byzantijnse keizer. De Vlaming Boudewijn I van Jeruzalem, de eerste koning van Jeruzalem, liet zich in 1100 in deze kerk kronen.

## Architectuur
Het gebouw bestaat uit twee aan elkaar gebouwde kerken:
- De 6e-eeuwse basilica wordt beheerd door het Grieks-orthodox patriarchaat van Jeruzalem.
- De 19e-eeuwse, aangebouwde kerk wordt beheerd door de Rooms-Katholieke Kerk en wordt ook wel de Catherinakerk genoemd.

### 6e-eeuwse basilica
De 6e-eeuwse basilica heeft vijf beuken (een middenschip met aan elke zijde twee zijbeuken). De zuilen die gebruikt zijn in de basilica zijn van de Korinthische orde. De kerk is georiënteerd op het oosten, waar zich de apsis bevindt.
Aan de westkant is de narthex (portaal) vanwaar men via een lage deur ('de Deur der Nederigheid') de kerk kan betreden. Zoals gebruikelijk in orthodoxe kerken, heeft de Geboortekerk een iconostase, een wand samengesteld uit iconen.
Onder de vloer van de huidige kerk, bevindt zich de oude vloer van de kerk die door Constantijn gebouwd is. Deze vloer bevat vele mozaïeken.
De wanden van het middenschip zijn gedecoreerd met 12e-eeuwse mozaïeken, die verschillende concilies afbeelden.
Er zijn twee trappen die naar de crypte onder de kerk leiden, naar de plek waar Jezus geboren zou zijn.

### 19e-eeuwse Catherinakerk
De 19e-eeuwse Catherinakerk is gebouwd in een neo-gotische stijl. De kerk is verder gemoderniseerd naar aanleiding van de besluiten van het Tweede Vaticaans Concilie over de inrichting van kerken.

## Beheer van de kerk
Het beheer van het kerkgebouw wordt gezamenlijk uitgevoerd door de Rooms-Katholieke Kerk, de Grieks-Orthodoxe Kerk en de Armeens-Apostolische Kerk. Alle drie hebben zij er een gemeenschap van monniken.
Als gevolg hiervan, echter, zijn er wel met enige regelmaat incidenten tussen de verschillende monniken. Op 28 december 2011 raakten Grieks-orthodoxe monniken slaags met Armeniërs in de basiliek. De Palestijnse politie wordt dan ingeschakeld om de orde te herstellen.
Na de plaatsing op de Werelderfgoedlijst kwam de kerk wegens de vervallen staat ook terecht op de lijst van bedreigd erfgoed. Na een flinke opknapbeurt werd ze hiervan op 2 juli 2019 geschrapt.